# Cicer incisum
Cicer incisum là một loài thực vật có hoa trong họ Đậu. Loài này được (Willd.) K.Maly miêu tả khoa học đầu tiên.